# 塞尔吉奥·弗朗佐伊
塞尔吉奥·弗朗佐伊（Sergio Franzoi，1929年7月10日—2022年2月16日）是一位意大利画家兼教师，也是意大利后表现主义威尼斯派的最后代表之一。
与其他艺术家一样，他在威尼斯的贝维拉库阿·拉·马萨基金会的联合展览中接受了培训。他的绘画从20世纪50年代初的写实主义画作开始，逐渐发展为越来越个人化的表现主义重新诠释，并在20年的创作后，不仅描绘了人类主题，还描绘了生物形态的形状。他在群展中的首批作品具有该时期典型的主题。在从劳动场景到包含社会意义的作品（1948年的“Pescherecci”，1952年的“Pescatori”）的转变后，焦点转向了风景和景观（1949年的“Caldonazzo”，1950年的“Capanne sulla spiaggia”，1953年的“Case a Burano”，1953年的“Paesaggio di Marghera”，1953年的“Paesaggio di Malamocco”）。 他的作品在接下来的几十年里通过对女性裸体的精致而优雅的探索，以及通过特有的符号和颜色的构成，重新发现了人体作为一种风景。从1948年到2000年代初，他参加了地区、国内和国际的展览，并获得了各种奖项。他的作品如今被展示在意大利国内外的公共和私人美术馆中。

## 收藏中的作品
- "Amanti"（恋人们）, 油画布, 75 x 100 厘米, 20世纪, A0355, Fondazione Musei Civici di Venezia - Ca' Pesaro, 国际现代艺术画廊;[5][6]
- "Dopo la catastrofe"（灾后）, 油画布, 20世纪, 127 x 151 厘米, BA0424, Fondazione Musei Civici di Venezia - Ca' Pesaro, 国际现代艺术画廊;[7]
- "Il Clown"（小丑）, 油画布, 72 x 72 厘米, 20世纪, BA0377, Fondazione Musei Civici di Venezia - Ca' Pesaro, 国际现代艺术画廊;[8][9]
- "Paesaggio"（风景）, 油画布, 74 x 89 厘米, 20世纪, BA0531, Fondazione Musei Civici di Venezia - Ca' Pesaro, 国际现代艺术画廊;[10][11]
- "Paesaggio di Marghera"（マルゲーラの風景），油畫於畫布，75 x 70 厘米，20 世紀，BA0156，威尼斯市民博物館基金會 - 卡佩薩羅，國際當代藝術畫廊。[12]